# Catherine Ryan Hyde
Catherine Ryan Hyde ( 17 de abril de 1955) es una novelista y escritora de cuentos estadounidense. Sus obras son superventas en Estados Unidos e Inglaterra. Sus historias cortas han recibido numerosos premios y honores. Su libro Pay it Forward fue utilizado para el guion de una película y se encuentra actualmente en producción la versión cinematográfica de su novela Electric God.
Las obras literarias de Catherine son, generalmente, exploraciones optimistas de gente corriente y personajes con problemas, con mala suerte o que se están recuperando de dificultades del pasado o abuso. Sus escritos tratan temas como el alcoholismo, preocupaciones LGBT, preocupaciones del servicio social, etc.
Vive en Cambria, California. Es una ávida excursionista, kayakista, fotógrafa, y es conocida por ser una bloguera muy activa y una autora que concede bastantes entrevistas.
Dos de sus textos han sido premiados en el concurso Raymond Carver. Casi una docena de sus historias han sido nominadas en los premios O'Henry y de Carretilla.[cita requerida]

## Obras

### Novelas
- Serie Funerales para caballos:

1. Funerales para caballos (Funerals for Horses) (1997)
2. "Earthquake Weather". Relato publicado en la colección de relatos Earthquake Weather and Other Stories (1998)

- Pay It Forward (1999)
- Electric God, AKA The Hardest Part of Love (2000)
- Walter's Purple Heart (2002)
- Amor en presente (Love in the Present Tense) (2006)

- Serie Becoming Chloe:

1. Becoming Chloe (2006)
2. Always Chloe. Novela corta publicada en la colección de relatos Always Chloe and Other Stories (2013)

- El año de mi reaparición milagrosa (The Year of My Miraculous Reappearance) (2007)
- Persiguiendo molinos de viento (Chasing Windmills) (2008)
- El día que maté a James (The Day I Killed James) (2008)
- Diary of a Witness (2009)
- Cuando te encontré (When I Found You) (2009)
- Second Hand Heart (2010)
- Jumpstart the World (2010)
- Don't Let Me Go (2011)
- When You Were Older (2012)
- Walk Me Home (2013)
- Where We Belong (2013)
- Take Me with You (2014)
- The Language of Hoofbeats (2014)
- Worthy (2015)
- Ask Him Why (2015)
- Leaving Blythe River (2016)
- Say Goodbye for Now (2016)
- Allie and Bea (2017)
- The Wake Up (2017)

### Cuentos
- Earthquake Weather and Other Stories (1998)
- Subway Dancer and Other Stories (2013)
- Always Chloe and Other Stories (2013)

### No ficción
- 365 Days of Gratitude: Photos from a Beautiful World (2014)
- How to be a Writer in the E-Age...And Keep Your E-Sanity (2012, con Anne R. Allen)
- The Long, Steep Path: Everyday Inspiration from the Author of Pay It Forward (2013)

## Adaptaciones
Cadena de favores es una adaptación de la novela Cadena de favores. Producida por la Warner Brothers y estrenada en 2000, la película cuenta con las actuaciones de Kevin Spacey, Helen Hunt y Haley Joel Osment.
El 20 de abril de 2005 Variety anunció que Nicolas Cage interpretaría a Hayden Reese en la adaptación de película de la novela Electric God.[cita requerida]